# Miedary (gmina)

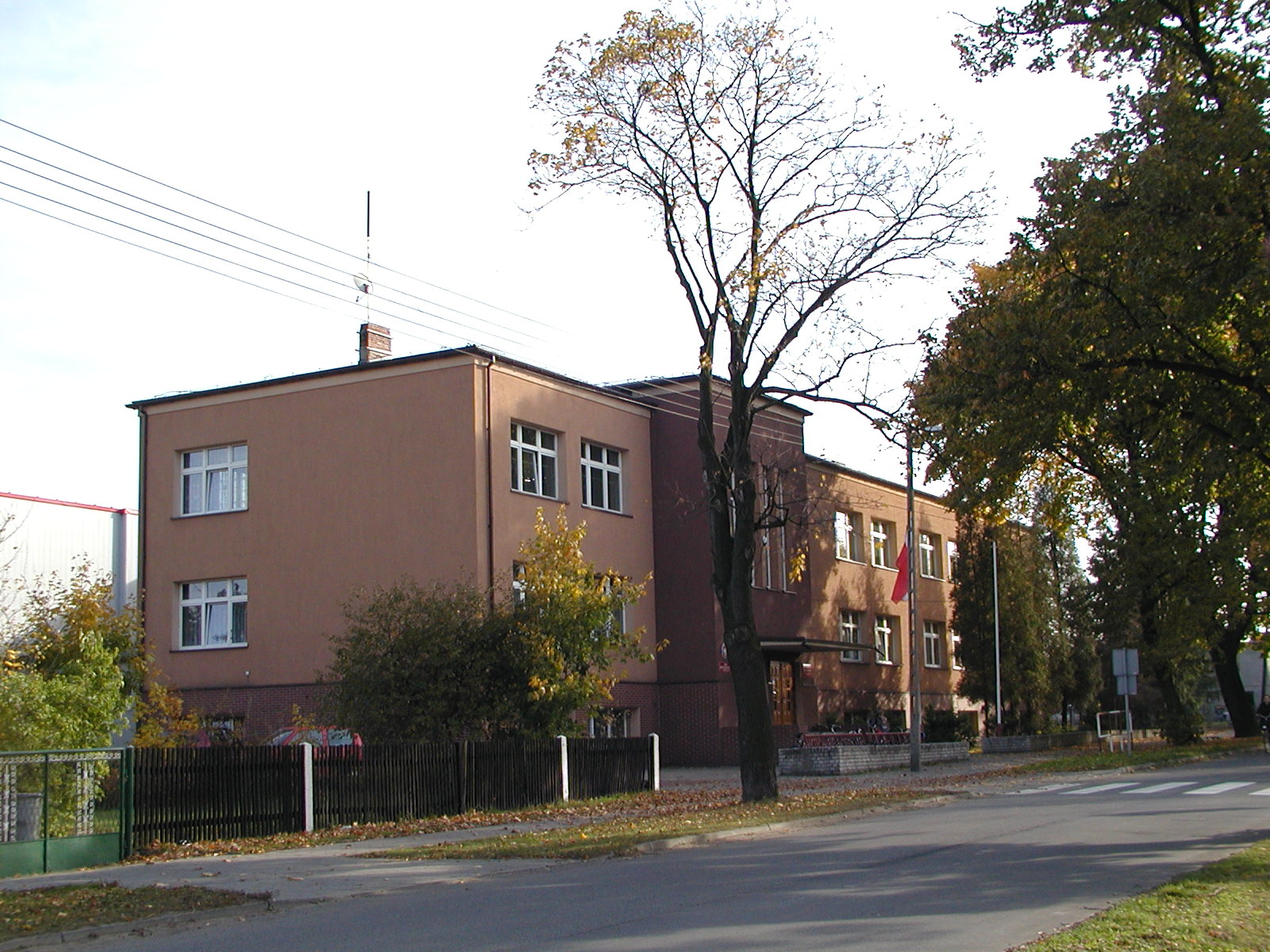
Szkoła w Miedarach

Miedary – dawna gmina wiejska istniejąca w latach 1945–1954 w woj. śląskim (śląsko-dąbrowskim), katowickim i stalinogrodzkim (dzisiejsze woj. śląskie). Siedzibą władz gminy były Miedary.
Gmina zbiorowa Miedary powstała po II wojnie światowej (w grudniu 1945) w powiecie bytomskim na terenie tzw. Ziem Odzyskanych (tzw. I okręg administracyjny – Śląsk Opolski), powierzonym 18 marca 1945 administracji wojewody śląskiego, a z dniem 28 czerwca 1946 przyłączonym do woj. śląskiego (śląsko-dąbrowskiego).
Według stanu z 1 stycznia 1946 gmina składała się z 3 gromad: Miedary, Laryszów i Wilkowice. 6 lipca 1950 zmieniono nazwę woj. śląskiego na katowickie. Po zniesieniu powiatu bytomskiego 1 kwietnia 1951, gminę Miedary przyłączono do powiatu tarnogórskiego w tymże województwie.
Według stanu z 1 lipca 1952 gmina składała się z 3 gromad: Laryszów, Miedary i Wilkowice. 9 marca 1953 woj. katowickie przemianowano na stalinogrodzkie. Gmina została zniesiona 29 września 1954 wraz z reformą wprowadzającą gromady w miejsce gmin.
Jednostki nie przywrócono 1 stycznia 1973 wraz z kolejną reformą reaktywującą gminy. Obecnie dawny obszar gminy należy do gminy Zbrosławice.